# Christoph Friedrich Reinhold Lisiewski

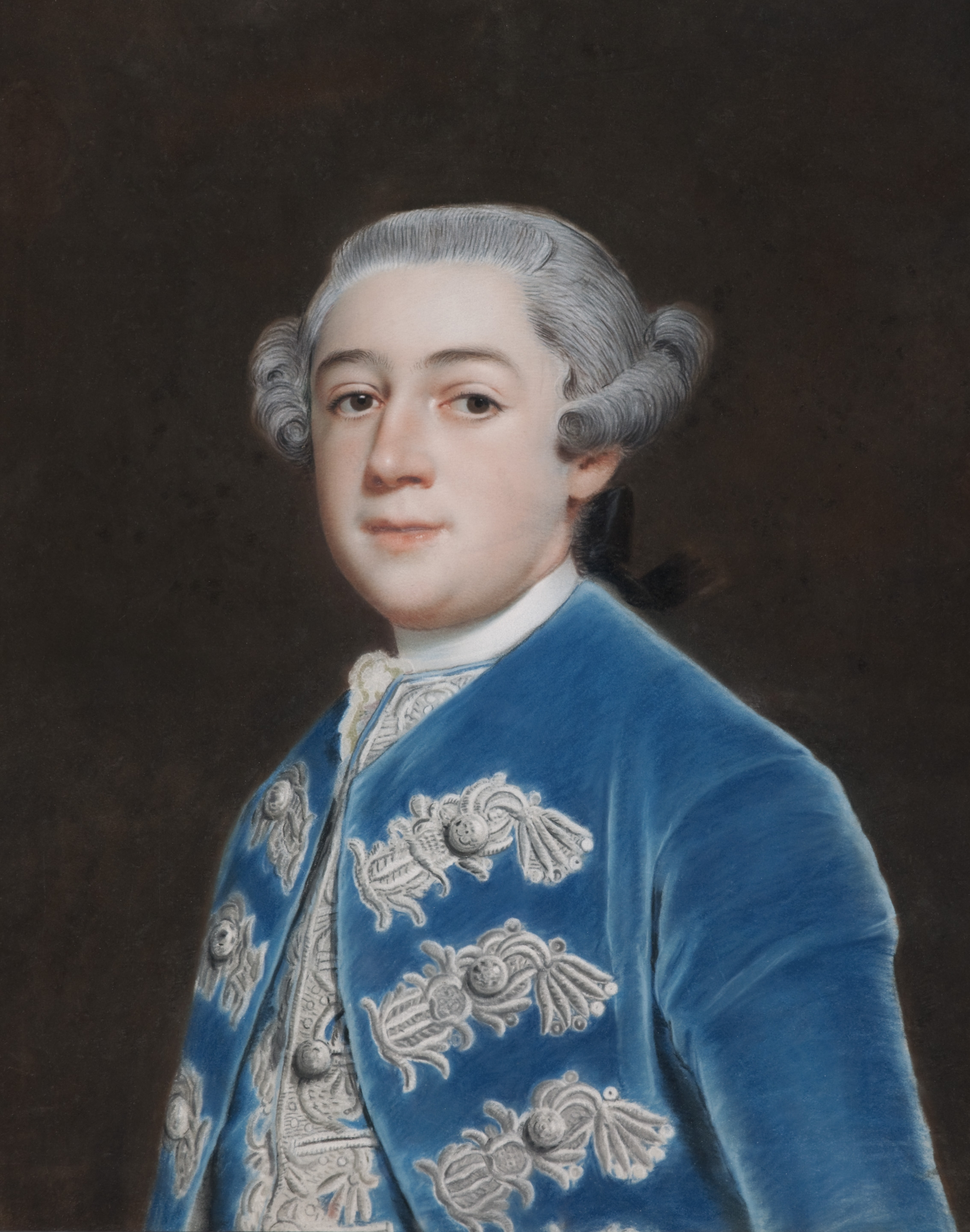
Leopoldo III de Anhalt-Dessau, retratado por Lisiewsky.

Christoph Friedrich Reinhold Lisiewski (3 de junio de 1725 en Berlín - 11 de junio de 1794 en Ludwigslust) fue un pintor de retratos alemán del siglo XVIII.
Lisiewski pertenecía a una familia de pintores, fundada por su padre, Georg Lisiewski, nativo de Polonia que estuvo activo como pintor en Berlín. Christoph Lisiewski fue entre 1752 y 1772 pintor en la corte del Príncipe de Anhalt-Dessau. En ese tiempo, también viajó a Dresde y Leipzig para trabajar. Después condujo con su hermana Anna Dorothea Therbusch un taller en Berlín en el que se hizo un trabajo compartido, las actividades duraron entre 1773 y 1779. Su otra hermana era la pintora retratista Anna Rosina de Gasc. En 1783 se convirtió en miembro honorario de la Academia de las Artes de Prusia en Berlín.
Como sucesor de su sobrino Georg David Matthieu, fue pintor retratista en la corte de Mecklemburgo-Schwerin en el palacio de Ludwigslust. Ahí trabajó durante 18 años, hasta su muerte. Su hija es la artista Friederike Julie Lisiewski.